# Pirámide de Senusret II

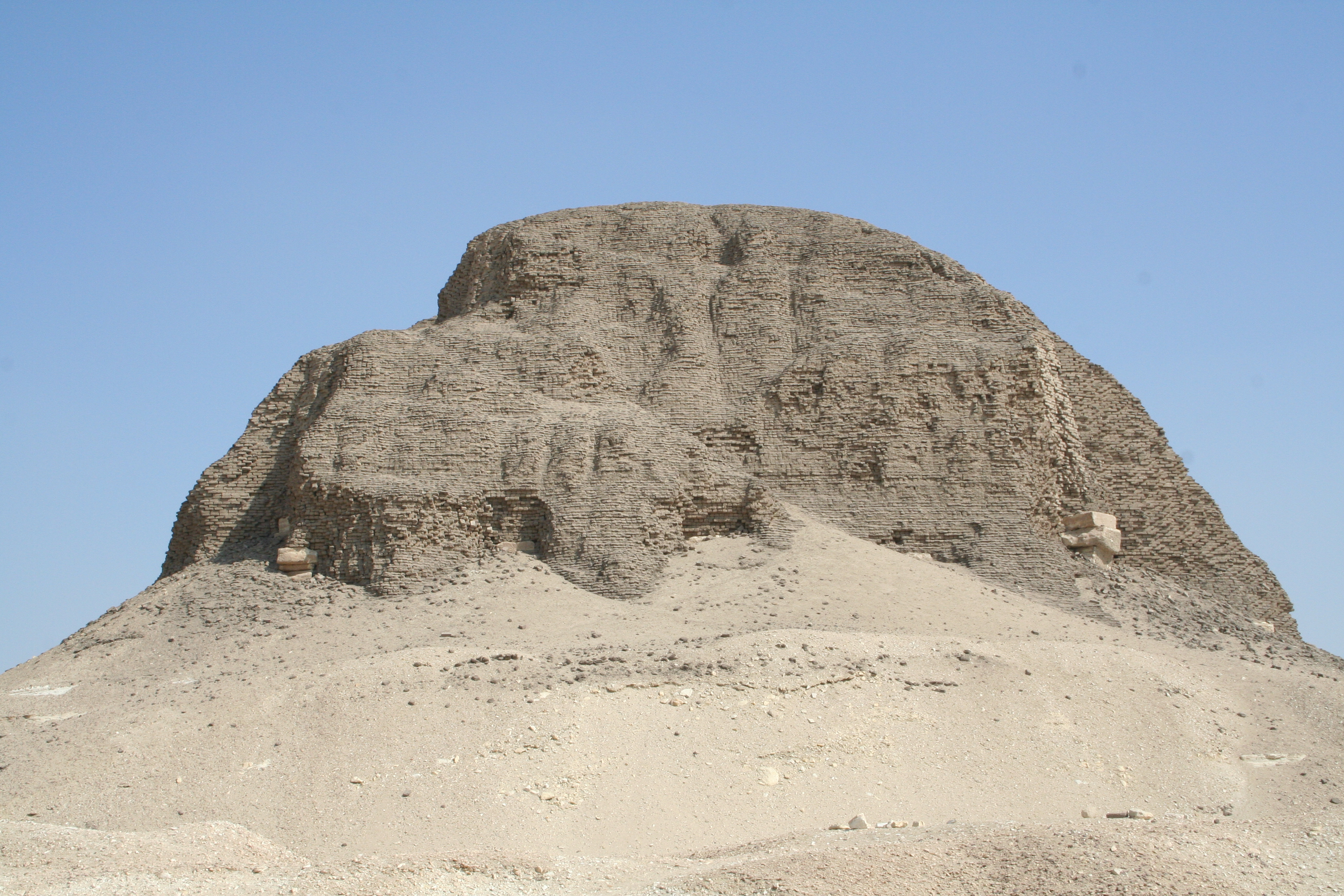
Pirámide de Senusret II

La Pirámide de Senusret II (en griego, Sesostris II), llamada en egipcio antiguo, Kha Senusret, que significa Senusret Brilla, es el complejo funerario y pirámide construidos para el faraón Senusret II de la XII Dinastía en El Lahun, Egipto. Originalmente medía originalmente 106 m de lado y casi 50 m de altura.

## Ubicación y primeras excavaciones
Karl Richard Lepsius visitó la pirámide en la década de 1840 y realizó un breve estudio arqueológico del sitio. Cincuenta años más tarde, Flinders Petrie realizó las primeras excavaciones completas allí. Petrie pasó varios meses buscando sin éxito la entrada a la pirámide en la cara norte del monumento. Senusret II, sin embargo, se había desviado de tener el pasillo de acceso en el lado norte – propio de Imperio Antiguo y las primeras pirámides del Imperio Medio – y en cambio había construido un pozo de entrada vertical y estrecho, debajo de la tumba de una princesa localizada a una docena de metros al este de la cara sur de la pirámide. El egiptólogo checo Miroslav Verner explica que la decisión se había tomado por una combinación de razones religiosas, y para engañar a los ladrones de tumbas. Los constructores incluso erigieron la pequeña capilla habitual en la cara norte, la cual típicamente ocultaba la entrada. Petrie finalmente encontró la entrada, después de muchos meses y múltiples intentos fallidos.
Un pequeño equipo al mando de N. B. Millet del Museo Real de Ontario y el arquitecto J. E. Knudstad han estado trabajando en el complejo de la pirámide y en la propia pirámide desde 1989. Su objetivo es expandir el trabajo de Petrie reuniendo detalles arquitectónicos de los monumentos, que Petrie había olvidado registrar en sus informes.
El 28 de junio de 2019, la pirámide fue abierta al público por primera vez desde su descubrimiento.

## Complejo funerario

### Pirámide principal
El núcleo de la pirámide fue construido con ladrillos de adobe alrededor de un centro de cuatro escalones de caliza amarilla. Los constructores utilizaron un afloramiento natural de roca para anclar la pirámide y reducir el tiempo de construcción y coste. La pirámide completa estaba originalmente recubierta con caliza blanca, aunque una inscripción encontrada por Petrie indica que el recubrimiento fue retirado durante la XIX Dinastía para su reutilización en una estructura diferente construida por Ramsés II. Solo los restos del piramidion de granito negro, el cual coronaba la pirámide, ha sido encontrado. La pirámide estaba protegida de las inundaciones por una zanja que rodeaba su perímetro y llenada con arena para absorber el agua de lluvia. Alrededor de esta zanja, se construyó un muro perimetral de piedra decorado con nichos profundos.

### Subestructura

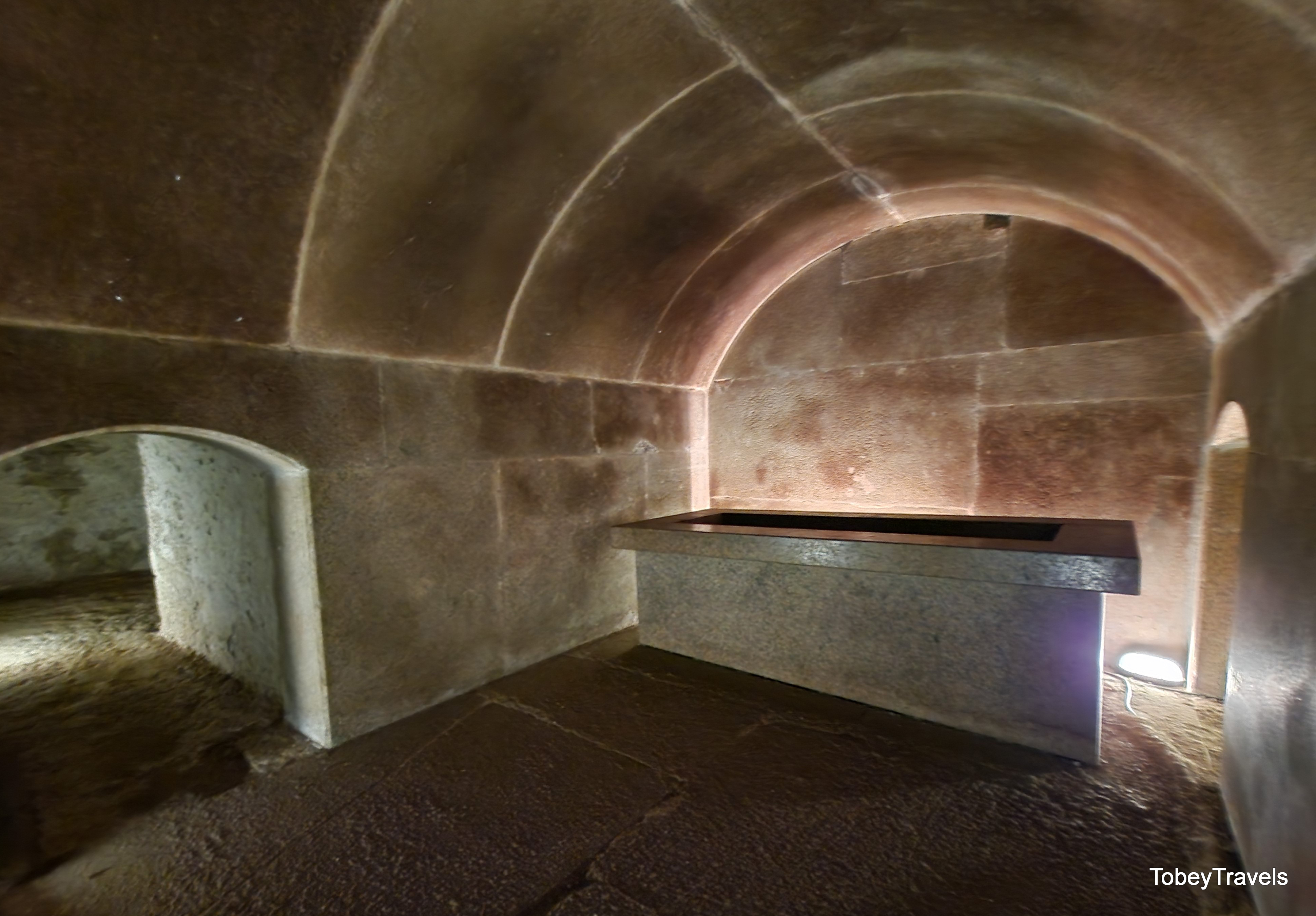
Sarcófago de Senusret II en su pirámide de El Lahun.

Típicamente, la entrada de la subestructura estaba localizada en la cara norte de la pirámide. Este había sido el punto de entrada tradicional desde que Djoser construyera su pirámide escalonada durante la III Dinastía. A pesar de que la pirámide de Senusret II fue construida incluyendo la capilla norte, su entrada real estaba escondida bajo el piso de la tumba de una princesa al sureste. Fue utilizada para los ritos de entierro del rey, pero era demasiado estrecha para su uso durante la construcción. En cambio, un eje de construcción más grande de 16 m de profundidad encontrado más al sur fue utilizado para transportar el sarcófago y el material de construcción a la subestructura. Este fue luego reelaborado como una falsa cámara funeraria en otro intento de engañar a los ladrones que intentaran introducirse en la tumba del rey.
La base del eje de construcción se abre en un corredor horizontal abovedado. El pasillo corre hacia el norte hasta una habitación abovedada, que contiene el pozo de entrada real y un segundo pozo inexplorado por haber sido inundado por agua subterránea. El pasillo después continúa hacia el norte con una leve inclinación hasta la antecámara. A mitad de camino, se encuentra una segunda cámara al oeste. La antecámara contenía dos pasadizos: uno se dirige de la antecámara a la cámara funeraria directamente al oeste; el otro, localizado en el sur, lleva alrededor de la cámara y eventualmente ingresa a ella desde el norte. El sinuoso paso puede haber servido a un propósito simbólico, permitiendo que el espíritu del rey abandonara el cuarto hacia el norte. La cámara funeraria y el laberinto de pasadizos se desplazaron hacia el sureste del eje vertical de la pirámide, otra desviación del estándar.
La cámara funeraria está orientada en el eje este-oeste, tiene un techo abovedado hecho de bloques de granito, y un sarcófago de granito rojo cerca de su pared oeste. A pesar de las precauciones tomadas, la cámara funeraria fue encontrada vaciada de la mayoría de su contenido por Petrie. Una mesa de ofrendas de alabastro inscrita con el nombre de Senusret II, un ureo de oro, y algunos huesos de las piernas de lo que fuera una momia, era todo lo que quedaba del entierro real.

## Informes de la excavación
- William Matthew Flinders Petrie: Illahun, Kahun and Gurob. 1889–1890. Nutt, Londres 1891 (Onlineversion).
- William Matthew Flinders Petrie, Guy Brunton, Margaret Alice Murray: Lahun II. Escuela británica de Arqueología en Egipto y Bernard Quaritch, Londres 1923 (PDF; 12,9 MB).